# 李有美
李有美（1936年12月11日—），男，江苏阜宁人，中华人民共和国政治人物。

## 生平
早年毕业于西安交通大学，后供职于太原重型机器厂，1985年升任党委书记。1988年5月，任中共太原市委副书记。1990年9月，任中共大同市委副书记、大同市人民政府代市长。1991年4月，任大同市市长。1992年11月，任中共大同市委书记。1993年3月，改任山西省总工会主席。